# André Zirves
André Zirves, né le 5 mars 1926 à Rumelange et mort le 8 juillet 2015 à Esch-sur-Alzette, est un résistant et homme politique luxembourgeois.

## Biographie
Résistant pendant l'occupation nazie, il se cache pendant plusieurs mois avec son camarade Jean Heinisch. Pierre Ponath, qui les ravitaille, est arrêté et torturé à mort, mais il ne révèle pas la cachette des deux résistants,.
Après la guerre, il devient instituteur. Il enseigne de 1950 à 1968, puis travaille au ministère de la Santé jusqu'en 1979. 

### Politique
Il rejoint le parti ouvrier socialiste luxembourgeois en 1961. De 1970 à 1990, il est bourgmestre de la commune de Rumelange, où il est l'un des initiateurs du musée national des mines (président de 1972 à 1991), et siège comme député de 1984 à 1989 pour le Parti ouvrier socialiste luxembourgeois.
De 1988 à 1994, il est Grand maître de la Grande loge du Luxembourg.